# Stéphanie de Bar-Commercy
Stéphanie de Bar-Commercy, (vers 1125 - avant 1178), est la fille de Renaud Ier de Bar et de Gisèle de Vaudémont, elle est désignée en 1141 dans l'acte de fondation du l'abbaye de Riéval en qualité de "dame de Commercy".
Elle épouse avant le 22 octobre 1144 Hugues III de Broyes de qui elle a :
- Simon qui prend le nom de Simon II de Broyes-Commercy ;
- Emmeline ;
- Sophie ;
- Agnès, (1160 - 1221), dite aussi "Agnès de Neufchâteau", elle épouse en premières noces Simon de Brixey, (vers 1125 - 1190), seigneur de Bourlémont, puis en noces secondes vers 1180 Henri de Fouvent, (? - avant 1229), seigneur de Fouvent, de Fontain et de Champlitte.

## Sources
- Charles Emmanuel Dumont, Histoire de la ville et des seigneurs de Commercy, Volume 1, N. Rolin, 1843 (lire en ligne), p. 21 à 23.

- Médiéval Généalogie .
- Geneall, Stéphanie de Bar, dame de Commercy .
- Fabpedigree, Stéphanie de Bar-le-Duc .
- Roglo, Stéphanie de Bar .